# Мерцедес-Бенц Сито
Mercedes-Benz O520 Cito е градски нископодов автобус среден клас, произвеждан между 1999 и 2003 г. от компанията Mercedes-Benz съвместно с EvoBus GmbH.

## История
От средата на 1990 г. в някои европейски градове идеята за замяна на трамвайния транспорт с автобусен се ражда поради остаряването на подвижния състав и амортизацията на железопътната инфраструктура. През 1998 г. Mercedes-Benz започва разработването на нов градски автобус, проектиран да работи в тесни улици. По време на разработката са взети предвид допълнителни възможности за лесен преход към използването на горивни клетки, в резултат на което моделът получава необичайно дизелово-електрическо задвижване с генераторен комплект 85 киловатчас при 2500 оборота на минута, ток от 170 ампера и номинално напрежение на акумулатора от 650 волта. Производството на модела е прекратено през 2003 г. Усилията за поддържане на качествено обслужване на този модел са критикувани от техническите експерти, въпреки теоретичните предимства. По-нататъшното развитие на проекта за хибридни автобуси EvoBus е замразено, но е счетено за възможно като част от усъвършенстването на системата за контрол и пестене на енергия.

## Техническа информация
Новата шина получава закръглено, но по-късо и по-тясно тяло, визуално различно в сравнение с обикновените автобуси от семейство Ситаро. Новият модел автобус получава собствено име „Сито“. Задният надвес практически отсъства поради голямото натоварване на двигателното отделение, разположено непосредствено над задния мост. Основният мощен агрегат е дизеловият двигател OM 904 LA с мощност 170 конски сили и отговаря на стандарта Евро 2. От 2001 г. автобусът се произвежда с подобрен двигател със 177 конски сили, който отговаря на екологичния стандарт Евро 3. Двигателят на шината е напречно разположен отзад и задвижва генератора на сцеплението. По-нататък инверторът преобразува напрежението, с което електронното управление се подава към тяговия двигател, свързан през скоростната кутия, към основната двойка на диференциала на задната ос. Електрическата част е направена от Сименс, предният мост и основният технически пълнеж са на Mercedes-Benz, задната ос – на Меритор, дисковите спирачки на колелата – на SB7-Knorr-Bremse. Интериорът се отоплява с помощта на допълнителен нагревател от Уебасто, който е вграден в стандартната система за охлаждане на дизеловия двигател, спомагателния генератор, компресора и климатика, оборудван с генератор колан от основния двигател. Радиаторът за охлаждане на двигателя е разположен от лявата страна на шината. Тяговото електрическо оборудване има собствена течна охлаждаща верига със собствена помпа и отделен радиатор с вентилатор.